# پالونجی میستری
پالونجی میستری (به انگلیسی: Pallonji Mistry) (زاده ۱۹۲۹) کارآفرین، سرمایه‌دار و مهندس عمران هندی-ایرلندی است، که در حال حاضر به‌عنوان مالک و رییس هیئت مدیره گروه شاپورجی پالونجی فعالیت می‌نماید.
پالونجی میستری در سال ۲۰۱۳ با دارایی خالص ۱۲٫۵ میلیارد دلار، به‌عنوان پنجمین فرد ثروتمند هند و ثروتمندترین فرد ایرلند، شناخته شد. میستری در سال ۲۰۱۴ با دارایی ۱۵٫۲ میلیارد دلار، از سوی مجله فوربز، در رتبه ۶۸ از فهرست ثروتمندترین افراد جهان قرار گرفت. وی از پارسیان هند است و از اعضای خانواده تاتا بشمار می‌آید.